# Atletismo nos Jogos Pan-Americanos de 1975 - 200 m feminino
A prova dos 200 m feminino nos Jogos Pan-Americanos de 1975 foi realizada na Cidade do México, México.

## Medalhistas
| Ouro                                     | Prata                        | Bronze                              |
| Chandra Cheeseborough USA Estados Unidos | Pam Jiles USA Estados Unidos | Silvina Pereira da Silva BRA Brasil |

## Resultados
| Posição           | Nome                      | Nacionalidade      | Tempo | Notas |
| ----------------- | ------------------------- | ------------------ | ----- | ----- |
| Medalha de ouro   | Chandra Cheeseborough     | USA Estados Unidos | 22.77 |       |
| Medalha de prata  | Pam Jiles                 | USA Estados Unidos | 22.81 |       |
| Medalha de bronze | Silvina Pereira da Silva  | BRA Brasil         | 23.17 |       |
| 4                 | Marjorie Bailey           | CAN Canadá         | 23.32 |       |
| 5                 | Silvia Chivás             | CUB Cuba           | 23.33 |       |
| 6                 | Joyce Sadowick-Yakubovich | CAN Canadá         | 23.34 |       |
| 7                 | Lorna Forde               | BAR Barbados       | 23.34 |       |
| 8                 | Carol Cummings            | JAM Jamaica        | 23.42 |       |